# Acianthera johnsonii
Acianthera johnsonii är en orkidéart som först beskrevs av Oakes Ames, och fick sitt nu gällande namn av Alec M. Pridgeon och Mark W. Chase. Acianthera johnsonii ingår i släktet Acianthera och familjen orkidéer. Inga underarter finns listade i Catalogue of Life.